# Sabine Postel

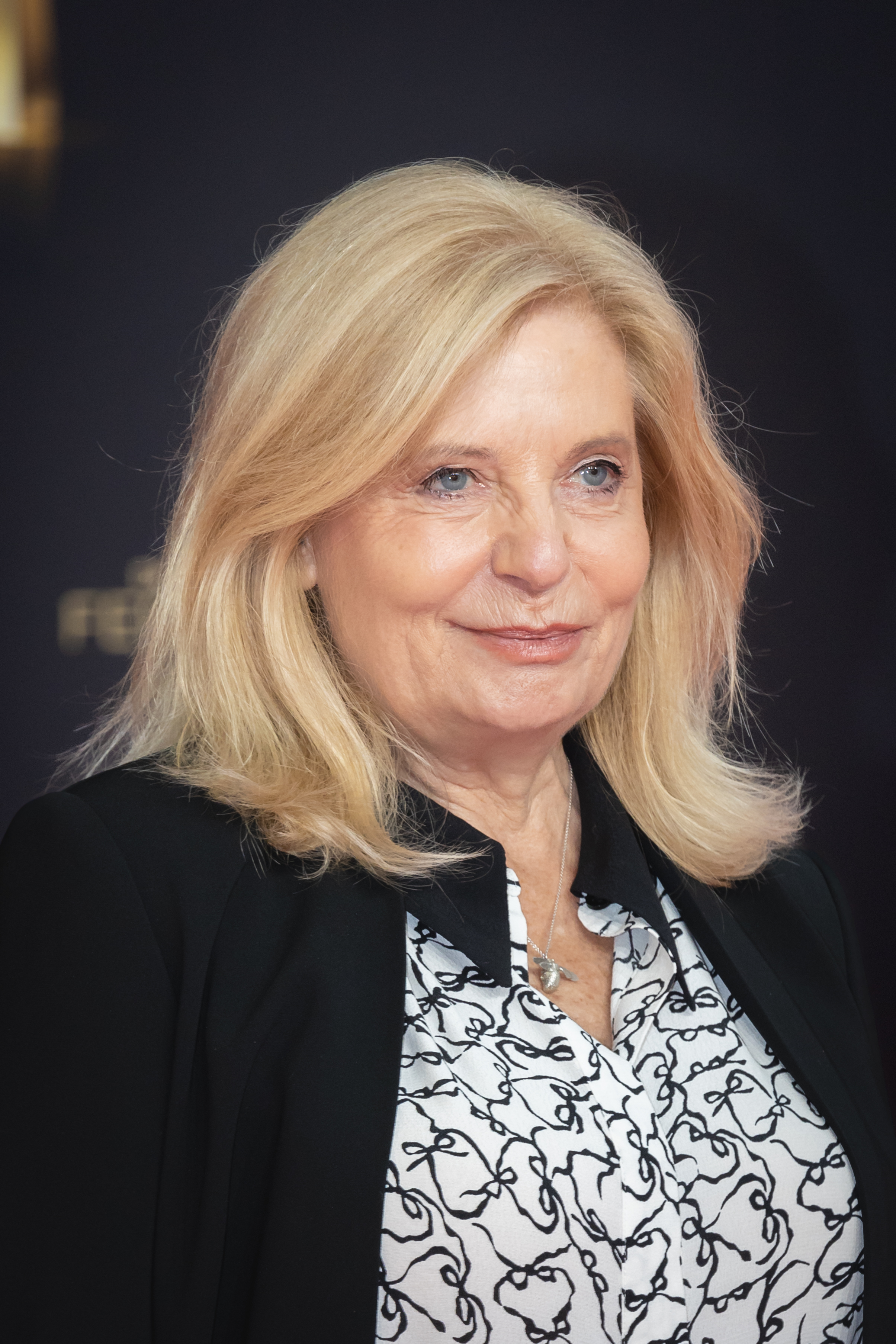
Sabine Postel, 2022

Sabine Postel, bürgerlich Sabine Postel-Riewoldt (* 10. Mai 1954 in Neustadt am Rübenberge), ist eine deutsche Schauspielerin, Hörspiel- und Synchronsprecherin. Ihren Durchbruch hatte sie in den 1990er Jahren mit den Hauptrollen in den Fernsehserien Nicht von schlechten Eltern und Nesthocker – Familie zu verschenken. Einem breiten Publikum wurde sie durch ihre Rolle der Kommissarin Inga Lürsen in der ARD-Krimireihe Tatort und als Anwältin Isabel von Brede in der ARD-Serie Die Kanzlei bekannt.

## Leben

### Herkunft und Ausbildung
Sabine Postel ist die Tochter von Gisela und Kurt Postel, einem langjährigen Unterhaltungsredakteur des WDR. Bereits als Schülerin stand sie neben Marius Müller-Westernhagen für den Kinderfunk des WDR vor dem Mikrofon. Nach dem Abitur besuchte Postel von 1971 bis 1974 die Schauspielschule Bochum. Später studierte sie fünf Semester Germanistik und Bildende Kunst. Erste Engagements als Schauspielerin hatte sie am Oldenburgischen Staatstheater, an den Bühnen der Stadt Essen und am Schauspiel Köln.

### Film, Fernsehen und Hörspiel
Ihr Film- und Fernsehdebüt gab Postel 1982 in dem Fernsehspiel Die Aufgabe des Dr. Graefe. 1984 spielte sie in der 13-teiligen englischen Fernsehserie The Brief. 1986 erhielt sie für ihre Hauptrolle in dem Fernsehfilm Der Antrag den Jakob-Kaiser-Preis. 1992 wurde Postel für ihre Mitwirkung im Fernsehspiel Schlafende Hunde mit dem Fernsehpreis der Akademie der Künste Berlin ausgezeichnet. Für ihre Darstellung der Musiklehrerin Sybille Schefer in der ARD-Fernsehserie Nicht von schlechten Eltern erhielt sie 1994 den Medienpreis Bambi. Von 1999 bis 2002 übernahm sie die Hauptrolle der Mittvierzigerin Marianne Brandt in der ZDF-Fernsehserie Nesthocker – Familie zu verschenken.
Von 1997 an wurde Postel vor allem als Kriminalhauptkommissarin Inga Lürsen im Tatort von Radio Bremen bekannt. Ab der sechsten Folge, Eine unscheinbare Frau im Jahr 2001, ermittelte sie an der Seite von Oliver Mommsen, der den Kommissar Nils Stedefreund verkörperte. Im April 2019 lief die letzte Folge, Wo ist nur mein Schatz geblieben?.
Mit Dieter Pfaff spielte Postel unter anderem in der Comedyserie Pfeifer, Tatort: Schatten und der Serie Der Dicke, in die sie 2008 als Anwältin Dr. Isabel von Brede einstieg. Nach Pfaffs Tod wurde die Serie ab Staffel 5 unter dem Titel Die Kanzlei mit Herbert Knaup als Anwaltspartner Markus Gellert weitergeführt. Im Februar 2022 wurde mit Die Kanzlei – Reif für die Insel ein erster Spielfilm zur Serie gesendet.
Neben ihrer Arbeit auf der Bühne und in Film und Fernsehen betätigt sich Postel als Hörspiel- und Synchronsprecherin, u. a. war sie unter der Regie von Charlotte Niemann in Kinderhörspielen wie Der Wind in den Weiden und Katze mit Hut zu hören.

### Engagement und Privates

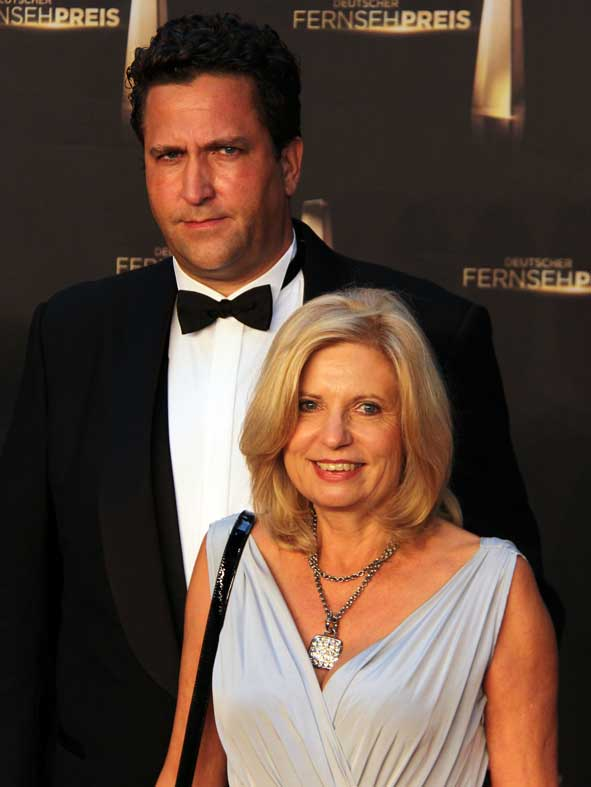
Postel mit ihrem Lebenspartner, 2012

Seit 2005 engagiert sich Postel als Botschafterin für das Bremer Zentrum für trauernde Kinder und Jugendliche e. V., um das Thema „Trauer von Kindern und Jugendlichen“ in der Öffentlichkeit bekannter zu machen. Im Jahre 2007 hinterließ sie ihre Handabdrücke in der Bremer Lloyd-Passage auf der sogenannten Mall of Fame. 2010 erhielt sie den Bremer Stadtmusikantenpreis.
Sabine Postel heiratete 1991 den Literaturwissenschaftler und Journalisten Otto Riewoldt, der am 15. Januar 2003 im Alter von 52 Jahren in Köln an Krebs starb. Ihr gemeinsamer Sohn, Moritz Riewoldt (* 1992), ist Regisseur. In jungen Jahren wohnte sie in England; heute lebt Postel in Köln-Junkersdorf.

## Filmografie

### Spielfilme
- 1982: Die Aufgabe des Dr. Graefe
- 1983: Der Tunnel
- 1985: Suche Familie – zahle bar
- 1986: Der Antrag
- 1986: Bankgeheimnisse
- 1988: Wilder Westen inclusive (Dreiteiler)
- 1990: Neuner
- 1992: Schlafende Hunde[5]
- 1994: Molls Reisen
- 1996: Alte Freunde küsst man nicht
- 1998: Fahrt in die Hölle – Eine gefährliche Liebe
- 2000: Ein mörderischer Plan
- 2002: Du bist mein Kind
- 2005: Mein Mann und seine Mütter
- 2007: Liebling, wir haben geerbt!
- 2007: Eis für Anfänger
- 2007: Einmal Toskana und zurück
- 2010: Bis nichts mehr bleibt
- 2012: Zu schön um wahr zu sein
- 2015: Ein Sommer in Barcelona
- 2022: Die Kanzlei – Reif für die Insel

### Fernsehserien und Fernsehreihen
- 1983: Engel auf Rädern
- 1984: The Brief (13 Folgen)
- 1984: Das Traumschiff: Rio
- 1986: Die Schwarzwaldklinik (2 Folgen)
- 1986: Geschichten aus der Heimat (Fernsehserie) Episode: Loreley in Kollerum
- 1987: Ein Fall für zwei (Folge: Lebenslänglich für einen Toten)
- 1987: Großstadtrevier (Folge Geleimt)
- 1989: Tatort: Der Pott
- 1989: Lindenstraße (Folge Vasilys Beichte)
- 1989: Ein Fall für zwei (Folge: Die Quittung)
- 1990: Das Erbe der Guldenburgs (5 Folgen)
- 1992: Unser Lehrer Doktor Specht  (zweiteilige Folge Vaterfreuden)
- 1992: Auf Achse (Folge Willers Rückkehr)
- 1993–1996: Nicht von schlechten Eltern
- 1994: Hecht & Haie  (Folge Die Drohung)
- 1995: A.S. – Gefahr ist sein Geschäft (Folge Der böse Bruder)
- 1995: Die Kommissarin (Folge Familienfest)
- 1995; 2003: Heimatgeschichten (verschiedene Rollen, 2 Folgen)
- 1996: Anwalt Abel (Folge Ein Richter in Angst)
- 1996: Peter Strohm (Folge Der Eisenmann)
- 1997: Frauen morden leichter (2 Folgen)
- 1997–2019: Tatort – Reihe als KHK’in Inga Lürsen, Folgen siehe  Lürsen und Stedefreund
- 1999: Der letzte Zeuge (Folge Unter die Haut)
- 1999–2002: Nesthocker – Familie zu verschenken (29 Folgen)
- 2001: Die Cleveren (Folge Der Todesengel)
- 2004: Die Verbrechen des Professor Capellari (Folge Der letzte Vorhang)
- 2007: Post Mortem – Beweise sind unsterblich (Folge Hundefutter)
- 2007: Doppelter Einsatz (Folge Nackte Angst)
- 2008: Inga Lindström: Rasmus und Johanna
- 2008: Das Traumschiff – Rio de Janeiro
- seit 2008: Der Dicke/Die Kanzlei
- 2012: Das Traumschiff – Singapur/Bintan
- 2014: Küstenwache (Folge Die Pforte zum Jenseits)
- 2015: SOKO Köln (Folge Camilla und die tote Nonne)
- 2015: Der Bulle und das Landei – Wo die Liebe hinfällt
- 2015: Unter Gaunern (Folge Das kleine Biest)
- 2018: Katie Fforde: Wachgeküsst
- 2019: Das Traumschiff – Sambia
- 2024: Inga Lindström: Sag einfach ja

## Hörspiele (Auswahl)
- 1963: Horst Mönnich: Am Ende des Regenbogens (Frances, Tochter von Mr. und Mrs. Dogg) – Regie: Friedhelm Ortmann (Original-Hörspiel – WDR/SFB/SWF)
- 1966: Michael Noonan: Der fliegende Doktor auf Verfolgungsjagd (6 Teile) (Sandra Simpson) – Regie: Heinz Dieter Köhler (Hörspiel – WDR)
- 1976: Kenneth Grahame: Der Wind in den Weiden – Regie: Charlotte Niemann (Kinderhörspiel – RB)
- 1977: Lars Gustafsson: Wollsachen – Regie: Hermann Naber (Hörspiel – SWF/NDR)
- 1980: Alan Alexander Milne: Pu der Bär (9 Teile) (Ferkel) – Bearbeitung, Komposition und Regie: Charlotte Niemann (Kinderhörspiel – RB)
- 1982: Lars Gustafsson: Die Tennisspieler – Regie: Hans Gerd Krogmann (Hörspiel – WDR/NDR)

## Hörbücher (Auswahl)
- 1976: Der Wind in den Weiden von Kenneth Grahame, ISBN 3-8291-1170-3
- 2006: Wo kein Zeuge ist von Elizabeth George, ISBN 978-3866042988
- 2007: Am Ende war die Tat von Elizabeth George, ISBN 978-3866047037
- 2010: Wer dem Tode geweiht von Elizabeth George, Random House Audio, Köln, ISBN 978-3837107333
- 2011: Higgins Clark, Krimi-Box von Mary Higgins Clark (gemeinsam mit Marion Breckwoldt und Beate Himmelstoß), der Hörverlag, ISBN 978-3-86717-766-5

## Auszeichnungen
- 1986: Jakob-Kaiser-Preis
- 1992: Fernsehpreis der Akademie der Künste für Schlafende Hunde
- 1994: Bambi für Nicht von schlechten Eltern
- 2010: Bremer Stadtmusikantenpreis